# Едвард Мозер
Едвард Інгялд Мозер (норв. Edvard Ingjald Moser; нар. 27 квітня 1962) — норвезький психолог, нейрофізіолог і директор Інституту системної нейронауки ім. Кавлі та центру біології пам'яті при Норвезькому університеті природничих та технічних наук (NTNU) в Тронгеймі. Зараз працює в Інституті нейробіології ім. Макса Планка біля Мюнхена як відвідуючий дослідник.
Мозер та його дружина, Мей-Бритт Мозер, були призначені асоційованими професорами психології і нейрофізіологій при NTNU в 1996. Вони відігравали важливу роль у заснуванні Центру біології пам'яті (CBM) у 2002 та Інституту системної нейронауки у 2007 і були піонерами досліджень механізмів мозку для представлення простору.
Мозер отримав кілька премій, багато з них разом з дружиною, зокрема Премію Луїзи Грос Горвіц і Премію Карла Спенсера Лешлі. У 2014 Мозери розділили Нобелівську премію з фізіології або медицини з Джоном о'Кіфом. Премія була отримана за відкриття grid-нейронів мозку. Мозер також став іноземним членом Національної академії наук США в 2014.

## Дитинство
Мозер провів дитинство в Олесунні. Його батьки імігрували до Норвегії з Німеччини у 1950-ті роках. Його мати була родом з Ессена, а батько з Кронберг-ім-Таунуса. Спочатку сім'я Мозерів жила на острові Харамсоя, де мав роботу його батько, конструктор орга́нів. Потім вони переїхали спочатку в Харейд, а через деякий час в Олесунн.

## Кар'єра
Едвард Мозер захистив кандидатську дисертацію з психології від Університету Осло в 1990 і докторську з нейрофізіології у 1995. Також він вивчав математику і статистику. На початку своєї кар'єри він працював під керівництвом Пера Андерсена.
З 1994 по 1996 рік працював під керівництвом Ричарда Г. Моріса у Центрі Нейронауки у Единбурзькому університеті. Також він був запрошеним співробітником у лабораторії Джона о'Кіфа, що в Університетському коледжі Лондона.
Повернувся до Норвегії у 1996 році, де отримав посаду доцента біологічної психології в Норвезькому університеті природничих та технічних наук (NTNU) в Тронгеймі, яку займав до 1998 року. І в цьому ж році отримав посаду професора нейронауки в NTNU. Також він є засновником та директором Центру біології пам'яті (2002) та Інституту системної нейронауки ім. Кавлі (2007).
Є членом Королівської Норвезької спільноти з Науки та Літератури, Норвезької академії наук, і Норвезької академії технологічних наук.
Також є почесним професором Центру когнітивних і нервових систем при Медичній школі університету Единбурга.
У 2015 році, разом з дружиною, став членом Американської Філософської Спілки.  Також отримав премію Пера Ґінта за 2015 рік.

## Підтримка України
У травні 2023 року Едвард разом з дружиною Мей-Бритт Мозер долучилися до команди амбасадорів фандрейзингової платформи UNITED24. Вони опікуватимуться напрямком «Освіта і наука», в межах роботи якого відкрито збір на відновлення зруйнованих війною навчальних закладів.